# Згорњи Јакобски Дол
Згорњи Јакобски Дол (словен. Zgornji Jakobski Dol) је насељено место у општини Песница, Подравска регија, Словенија.

## Историја
До територијалне реорганизације у Словенији био је у саставу старе општине Песница.

## Становништво
У попису становништва из 2011. године, Згорњи Јакобски Дол је имао 332 становника.
| Број становника према пописима | Број становника према пописима | Број становника према пописима |
| ------------------------------ | ------------------------------ | ------------------------------ |
| 1991                           | 2002                           | 2011                           |
| 330                            | 303                            | 332                            |

Напомена: Године 2017. извршена је мала размена територија између насеља Згорњи Јакобски Дол и Среботје (општина Шентиљ).